# Sund (bygd)
 For alternative betydninger, se Sund. (Se også artikler, som begynder med Sund)
Sund er en lille bygd på østkysten af det sydlige Streymoy, Færøerne. Den havde 1. januar 2025 i indbyggere.Den er en del af Tórshavnar kommuna og har postnummeret 
FO-186. Sund har navn efter sundet mellem Streymoy og Eysturoy. 
Sund, der ligger ved Kaldbakfjørður, består kun af en bondegård og en lille havn, der benyttes af en laksefarm som servicehavn. I Sund ligger også Færøernes største elektricitetsværk, som ejes og drives af SEV, som alle kommuner på Færøerne ejer i fællesskab. Havnen ved Sund er også blevet brugt til bunkring af store skibe, f.eks. færgen Smyril. Den er også blevet brugt som alternativ havn til Tórshavn, f.eks. blev Sea Shepherd's katamaran, Brigitte Bardot, henvist til Sund i august 2014, fordi den var uønsket i Tórshavn.

## Historie
Den ældste skriftlige kilde som nævner Sund, er jordebogen i 1584. Gården var temmelig stor og huset rummede op til 20 personer. Gården knyttes til Bærentsen-familien; nogen kendfe familiemedlemmer er brødrene Bærent Bærentsen og Enok Bærentsen, som var folketingsmænd. Enoks søn, Christian Bærentsen, var amtmand på Færøerne fra 1897 til 1911. 